# Pad Abort Test-2
Pad Abort Test 2 è stato il secondo test di aborto, effettuato sul pad abort test 1, della navicella Apollo.

## Scopi del lancio
Apollo Pad Abort 2 fu la quinta delle sei missioni Apollo senza equipaggio che si prefiggeva di testare le capacità del Launch Escape System (LES) che sarebbe servito a offrire una via di fuga sicura per l'equipaggio nel caso di un problema critico nella fase di lancio.